# Манастир Сигурата у Дубровнику
Сигурата је народно име за цркву и манастир Преображења Христова на Пријекому у Дубровнику, улица Од Сиерурате 13. Име се развило од латинског имена ове цркве Transfi gruratio Domini (Преображење Христово), од којег су се у дугогодишњој употреби у изговору испуштањем неких гласова - tranSfIGURATio - развили називи Сигрурат, Сикурат, Сигрурата, Сикурата. У писаним документима се први пут помиње 1. априла 1281. године. Саграђена је на узвишеном месту са којега се пружа поглед на читав град. Црква Преображења Христова припада предроманичком јужнодалматинском типу једнобродних цркава са правоугаоном апсидом, појасницама и куполицом која је споља квадратична и немалтерисана. Црква је данас тробродна, а два су јој бочна брода, судећи према профилацији портала и пенђера придодана крајем 17. века, можда непосредно после земљотреса 1667. године. У овој цркви је било седиште братовштине ковача и котлара већ у 14. веку, а највероватније и од самог њеног почетка. Најстарији гроб те братовштине у овој цркви (сада испред цркве) је из 1423. године, а најмлађа 2 гроба су из 1808. (сада такође испред цркве). У овој цркви је неко време било седиште и братовштине чешљара вуне, које је заштитник свети Влахо (Власије), на што подсећа надгробна плоча са натписом: "S. DE FRATERNITA DE PETENATORI", сада испред цркве, те мала слика светог Влаха уљем на платну, сада у колекцији. Манастир је 1900. године темељито поправљен и том му је приликом дограђен још један спрат над обе зграде. Велику обнову манастир је доживео 1932. године када су му унапређена још три спрата над обе зграде. 

## Колекција
Унутар манастира се налази колекција уметнина. 
- предмети свакодневне употребе, ствари и алати којима су се користиле трећоредице светог Фрање које се први пут помињу 1. априла 1284. године
- два разбоја из 18. века
- импровизовано огњиште
- слика светог Влаха из 19. века
- чешљара вуне
- гребен
- вага ручне израде из 18. века
- литургијски предмети
- слике (15. -19. век)